# كريس توملينسون
كريس توملينسون (بالإنجليزية: Chris Tomlinson) هو منافس ألعاب قوى بريطاني، ولد في 15 سبتمبر 1981 في ميدلزبرة في المملكة المتحدة.

## وصلات خارجية
- الموقع الرسمي
- كريس توملينسون على موقع الاتحاد الدولي لألعاب القوى (الإنجليزية)
- كريس توملينسون على موقع الدوري الماسي (الإنجليزية)
- كريس توملينسون على موقع اللجنة الأولمبية الدولية (الإنجليزية)
- كريس توملينسون على موقع أوليمبيديا (الإنجليزية)
- كريس توملينسون على موقع اللجنة الأولمبية البريطانية (الإنجليزية)
- كريس توملينسون على موقع اتحاد ألعاب الكومنولث (مؤرشف) (الإنجليزية)
- كريس توملينسون على موقع اتحاد ألعاب الكومنولث (مؤرشف) (الإنجليزية)
- كريس توملينسون على موقع اتحاد ألعاب الكومنولث (مؤرشف) (الإنجليزية)
- كريس توملينسون على موقع دورة ألعاب الكومنولث 2006 (مؤرشف) (الإنجليزية)
- كريس توملينسون على موقع دورة ألعاب الكومنولث 2014 (مؤرشف) (الإنجليزية)
- كريس توملينسون في الدوري الماسي